# Angelo Pilotto
Angelo Pilotto (Treviso, 1895 - ?) fou un baríton italià.
Va estudiar cant a Pàdua amb Orefice i va debutar el 1917 al Teatro Borghi Tosi de Ferrara com a Escamilio a Carmen de Bizet.
La Temporada 1932-1933 va cantar al Gran Teatre del Liceu de Barcelona.